# Jared Polis
Jared Polis (ur. 12 maja 1975 w Boulder) – amerykański polityk, należący do Partii Demokratycznej, członek Izby Reprezentantów Stanu Kolorado, w 2018 roku wybrany na gubernatora stanu Kolorado, jest pierwszym w USA zdeklarowanym gejem wybranym na stanowisko gubernatora.